# Eacles oslari
Eacles oslari — вид крупных ночных бабочек рода Eacles из семейства павлиноглазок подсемейства Ceratocampinae, обитает в Северной Америке.

## Ареал
Обитает в США и Мексике: от горных хребтов Аризоны (США) на севере к югу до Соноры, Синалоа и Чиуауа (Мексика).

## Описание
Взрослые E. oslari — крупные бабочки, размах крыльев 11,2—14,6 см. Верхняя сторона — жёлтая с пурпурно-коричневыми линиями и пятнами. Самцы оранжево-коричневые, самки — коричневатые. Взрослые бабочки появляются в июле-августе, не питаются. 

### Гусеницы
Гусеницы E. oslari питаются мексиканским голубым дубом (Quercus oblongifolia), дубом Quercus emoryi, мыльное деревом (Sapindus saponaria) и другими.